# New Territory
New Territory – jednostka osadnicza w Stanach Zjednoczonych, w stanie Teksas, w hrabstwie Fort Bend.